# Marienwerder (Brandebourg)
Pour les articles homonymes, voir Marienwerder.
Marienwerder  (en allemand : /maˌʁiːənˈvɛʁdɐ/, ? Écouter [Fiche]) est une commune de l'arrondissement de Barnim, dans le Land de Brandebourg, en Allemagne. Sa population s'élevait à 1 762 habitants en 2013.

## Géographie
Marienwerder est une halte fluviale du canal Oder-Havel et du canal de Finow, comportant une écluse et plusieurs ponts mobiles.
|  |